# Sverrir Gudnason
Sverrir Gudnason (Lund, em 12 de setembro de 1978) é um ator sueco de origem islandesa.

## Biografia
Gudnason nasceu em Lund, na Suécia, e cresceu em Reykjavík, Islândia. Ele se mudou com sua família para Tyresö, em 1990, quando seu pai encontrou trabalho como professor no Instituto Real de Tecnologia. No Festival Internacional de Cinema de Xangai de 2009, recebeu um prêmio de Melhor Ator por seu papel no filme sueco-dinamarquês Original. Desde então, interpretou o papel de Pontus Höijer na segunda temporada da série de TV Wallander, bem como papéis principais em produções nos teatros da cidade de Gotemburgo e Estocolmo.
Ele foi escalado como Björn Borg em Borg vs McEnroe de 2017. Em 2018, interpretou Mikael Blomkvist no thriller A Garota na Teia de Aranha. Ele também participou do filme Falling de 2020, escrito, dirigido e interpretado por Viggo Mortensen.

## Filmografia

### Cinema
| Ano  | Título                                | Papel                 | Nota(s)      |
| ---- | ------------------------------------- | --------------------- | ------------ |
| 2001 | Familjehemligheter                    | Bengan                |              |
| 2001 | Festival                              | Lukas                 |              |
| 2003 | Sprickorna i muren                    | Jonny                 |              |
| 2003 | Köftbögen                             |                       |              |
| 2004 | 6 Points                              | Marcus                |              |
| 2004 | Miss Sweden                           | Conny                 |              |
| 2005 | Den utvalde                           | Anders                |              |
| 2006 | Min frus förste älskare               | Jonas                 |              |
| 2009 | Original                              | Henry                 |              |
| 2011 | Hur många lingon finns det i världen? | Alex                  |              |
| 2012 | Mörkt vatten                          | Daniel                |              |
| 2012 | Call Girl                             | Krister               |              |
| 2012 | The Passion of Marie                  | Hugo Alfvén           |              |
| 2013 | Love and Lemons                       | David Kummel          |              |
| 2013 | Waltz for Monica                      | Sture Åkerberg        |              |
| 2014 | Gentlemen                             | Leo Morgan            |              |
| 2014 | Min så kallade pappa                  | Frank                 |              |
| 2014 | Flugparken                            | Kille                 |              |
| 2015 | The Circle                            | Max Rosenqvist        |              |
| 2016 | A Serious Game                        | Arvid Stjärnblom      |              |
| 2017 | Borg vs McEnroe                       | Björn Borg            |              |
| 2018 | The Girl in the Spider's Web          | Mikael Blomkvist      |              |
| 2018 | Føniks                                | Nils                  |              |
| 2020 | Charter                               | Mattias               |              |
| 2020 | Falling                               | Willis Peterson jovem |              |
| 2020 | The Book of Vision                    | Dr. Nils Lindgren     |              |
| 2021 | Omerta 6/12                           | Vasa Jankovic         | Pós-produção |

### Televisão
| Ano       | Título                | Papel                | Nota(s)                      |
| --------- | --------------------- | -------------------- | ---------------------------- |
| 1996–1997 | Sexton                | Jonas                | Minissérie; 16 episódios     |
| 1998      | Nini                  |                      | Episódio desconhecido        |
| 2000      | Jesus lever           | Felix Eriksson       | Telefilme                    |
| 2001      | Nya tider             | Björn "Nalle" Jepson | Episódio desconhecido        |
| 2001      | En ängels tålamod     |                      | Episódio #2.10               |
| 2002      | Stora teatern         | Oliver               | Minissérie; 4 episódios      |
| 2003      | Cleo                  | Jonas                | 6 episódios                  |
| 2005      | Kommissionen          | Hampus               | Episódio: "Psaltaren 37:2"   |
| 2005      | Lasermannen           | Ralf                 | Minissérie; episódio 1       |
| 2007      | How Soon Is Now?      | Tommy Berglund       | Minissérie; 4 episódios      |
| 2008      | Kungamordet           | Rasmus Hamberg       | Minissérie; 4 episódios      |
| 2009      | 183 dagar             | Danny                | 2 episódios                  |
| 2009      | Hotell Kantarell      | Spiken               | Episodio: "Åkes rosa period" |
| 2009–2010 | Wallander             | Pontus               | 12 episódios                 |
| 2010–2011 | Drottningoffret       | Rasmus Hamberg       | Minissérie; 3 episódios      |
| 2015      | Badehotellet          | Ernst Bremer         | 3 episódios                  |
| 2016      | Gentlemen & Gangsters | Leo Morgan           | Minissérie; 3 episódios      |

## Prêmios e indicações
| Ano  | Prêmio                  | Categoria   | Trabalho         | Resultado |
| ---- | ----------------------- | ----------- | ---------------- | --------- |
| 2022 | Emmy Internacional 2022 | Melhor Ator | En kunglig affär | Indicado  |